# هند بنت المهلب
هند بنت المهلب بن أبي صفرة العتكية الأزدية، من أشهر نساء القرن الهجري الأول وأوائل القرن الثاني للهجرة، وهي من النساء التي برز اسمها في التاريخ الأموي، عرفت هند بفصاحتها وبلاغتها ورجاحة عقلها.

## نسبها
هي ابنة القائد التابعي المهلب بن أبي صفرة، وتنتمي إلى قبيلة العتيك الأزدية، يعد آل المهلب من أحفاد الحارث بن العتيك، وجدها أبو صفرة الذي يعرف باسم ظالم بن سراق، لها ثلاثة وعشرون أخًا وأحدى عشر أخت.

## زواجها
تزوجها القائد الأول في الدولة الأموية «الحجاج بن يوسف الثقفي»، وكانت رابع زوجاته، حيث كانت تربطه صلة متينة بآل المهلب حتى تقلب الزمان وخشي من نفوذهم فوضعهم في السجن في سنة 86 للهجرة إلى سنة 90 للهجرة. كانت هند شديدة الحب والتعلق بأخوتها، لم يرضها ما يفعل بهم من عذاب وغضب عليها الحجاج بن يوسف عندما سمعها تصيح بعد أن سمعت صياح أخيها يزيد بن المهلب وهو يعذب في السجن، طلقها الحجاج بن يوسف بعد هذه الحادثة خوفا من أن تقتله، واختلف سبب طلاقهم في رواية أخرى حيث روي أن الحجاج رأى رؤيا اقتلاع عينيه في منامه، حينها كان متزوجًا بهند بنت المهلب وهند بنت أسماء فطلقهما ظنّا منه أن رؤياه تتأول بطلاقهما، حتى جاءه خبر وفاة أخيه محمد بن يوسف في يوم وفاة ابنه محمد بن الحجاج فعلم أن هذا هو تأويل رؤيا اقتلاع عينيه حيث قال: والله هذا تأويل رؤياي من قبل، محمد ومحمد في يوم واحد، إنا لله وإنا إليه راجعون.

## كفاحها مع أخوتها
كافحت هند بنت المهلب مع أخوتها حيث حدث ابن عساكر وقال: قدمت هند بنت المهلب على عمر بن عبد العزيز بخناصره وكان قد حبس أخاها يزيد بن المهلب فقالت له: يا أمير المؤمنين علام حبست أخي؟ قال: تخوفت أن يشق عصا المسلمين. فقالت له: فالعقوبة بعد الذنب أو قبل الذنب؟. وكانت دائما تدافع عن إخوتها وأبنائهم حيث أرسلت ليزيد بن عبد الملك تشفع لبعض من أبناء أسرتها وتستأمنه عليه فأمنهم.

## روايتها وفقهها
تلقت هند بنت المهلب العلم من أكابر علماء التابعين، روت عن أبيها المهلب وعن الحسن البصري أبي الشعثاء جابر بن زيد وروى عنها أبن أخيها حجاج ابي عيينة بن المهلب وأخوه محمد بن أبي عيينة، وزياد بن عبد الله القرشي، وأبو سلمة مولى العتيك ومن النساء أم عبد الله العتكي. دلت معظم الروايات التاريخية على حرص وسعي هند على تعلم أمور دينها وبحثها الدائم عن المعرفة، ولها العديد من الأقوال والحكم، حيث قالت :«إذا رأيتم النعمة مستدبرة فبادروها بالشكر قبل حلول الزوال». ومن روايتها لأبي الشعثاء: ما أخرجه ابن سعد في الطبقات بإسناد عن حجاج بن ابي عيينة عن هند قالت: خرجنا من الطاعون فرارا إلى العراق، فكان جابر بن زيد يأتينا على حمار، فكان يقول: ما أقربكم ممن أرادكم! وروت عن جابر بن زيد فقالت (إن جابر بن زيد كان أشد الناس انقطاعا إلى وإلى أمي، وكان لا يعلم شيئا يقربني إلى الله عز وجل إلا أمرني به، ولا شيئا يباعدني عنه إلا نهاني عنه، وكان يأمرني أين أضع الخمار من جبهة المرأة.

## وفاتها
تذكر بعض الروايات أنها ظلت على قيد الحياة حتى عام 102 هـ بعد مقتل أخوتها في عهد يزيد بن عبد الملك فتكون وفاتها في هذه السنة. انتقلت هند في آخر عمرها إلى عمان وعاشت ببلدة أدم وبنت مسجدًا يعرف بمسجد المهلبية.